# I'm in Love (Bobby Womack)
I'm in Love è una canzone scritta da Bobby Womack negli anni sessanta, come risposta alle polemiche che avevano seguito il suo matrimonio con la vedova di Sam Cooke, morto poco tempo prima. La canzone fu inizialmente registrata da Wilson Pickett, e la sua versione entrò nella top ten della classifica Billboard R&B Chart nel 1968. Tuttavia la versione del brano ad ottenere maggior successo fu quella registrata da Aretha Franklin nel 1974, che raggiunse la vetta della R&B Chart ed entrò nella top 20 della Billboard Hot 100.

## Tracce
1. I'm in Love
2. Oh Baby

## Classifiche
| Classifica (1974)                | Posizione più alta |
| -------------------------------- | ------------------ |
| U.S. Billboard Hot 100           | 19                 |
| U.S. Billboard Hot Black Singles | 1                  |